# 1969 год в изобразительном искусстве СССР
1969 год был отмечен рядом событий, оставивших заметный след в истории советского изобразительного искусства.

## События

### Выставки

#### Ленинград

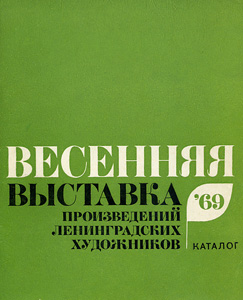
Каталог выставки

- В Музее Академии художеств открылась выставка «Илья Репин и его ученики».
- В залах Ленинградского отделения Союза художников РСФСР окрылась выставка произведений Михаила Платунова.
- В залах Ленинградского отделения Союза художников РСФСР открылась «Весенняя выставка произведений ленинградских художников» при участии Евгении Антиповой, Всеволода Баженова, Якова Бесперстова, Вениамина Борисова, Николая Буранова, Ивана Варичева, Валерия Ватенина, Эдварда Выржиковского, Якова Голубева, Михаила Грачёва, Ирины Добряковой, Михаила Козелла, Виктора Коровина, Бориса Котика, Бориса Лавренко, Ивана Лавского, Сергея Ласточкина, Веры Любимовой, Дмитрия Маевского, Владимира Максимихина, Бориса Малуева, Александра Наумова, Льва Овчинникова, Виктора Отиева, Юрия Павлова, Всеволода Петрова-Маслакова, Тамары Полосатовой, Александра Семёнова, Елены Скуинь, Нины Суздалевой, Германа Татаринова, Владимира Френца, Бориса Шаманова, Александра Шмидта, Лазаря Язгура и других ленинградских художников[1].

## Деятели искусства

### Скончались
- 1 марта — Михаил Курилко, театральный художник, сценограф и архитектор (род. в 1880).
- 6 марта — Надежда Рушева, художница (род. в 1952).
- 18 мая — Яков Ромас, живописец, народный художник СССР (род. в 1902).
- 31 мая — Василий Ватагин, художник и скульптор, народный художник РСФСР, действительный член Академии художеств СССР, лауреат Сталинской премии и премии имени И. Е. Репина (род. в 1883).
- 12 июня — Александр Дейнека, живописец, график и скульптор, действительный член Академии художеств СССР, народный художник СССР (род. в 1899).
- 30 августа — Владислав Анисович, живописец и педагог (род. в 1908).
- 1 октября — Соломон Телингатер, художник-график и иллюстратор (род. в 1903).